# تارا جورج
تارا جورج هي لاعبة كرلنغ كندية، ولدت في 15 سبتمبر 1973.